# セリフォス島
セリフォス島（セリフォスとう、ギリシア語: Σέριφος、ラテン語: Seriphus、英語: Serifos）は、エーゲ海にあるギリシャの島。キクラデス諸島西部に位置し、キトノス島の南、シフノス島の北西にあたる。行政上はミロス県に所属する。面積75.207平方キロ、人口1420人（2011年国勢調査）。ピレウスから東南東へ約170キロ。
ギリシア神話では、「孫が汝を殺めるであろう」という神託を得た父アクリシオスが木箱に乗せて海に流した、ダナエーとペルセウスが漂着したのがセリフォス島である。ゴルゴーンのメドゥーサの首を取って島に戻ってきたペルセウスは、母ダナエーと力ずくで結婚しようとしていた、セリフォス王ポリュデクテースを罰として石に変えた。
古代には、鳴かないカエルの伝説で知られた。帝政ローマはこの島を流刑地とした。1204年に、群島のひとつとしてヴェネツィア共和国領となった。19世紀後半には、鉄鉱石の採掘でささやかな好景気を呈した。鉱山が1960年代に閉山してからは、観光業と小規模な農業が島の基幹産業となっている。

## 古代遺跡
セリフォス島の丘のうえの中心地、ホラにある中世の大理石の城壁は、かつてこの地に都があったことを示している。ホラの考古学博物館には、大理石彫刻などの偶然出土した遺物が展示されている（火曜から日曜開館）。
最も印象的な古代の造形物は、ホラからメガ・ホリオ近くのメガ・リヴァディに通じる道の、丘のすぐ東に建つ、高さ2mのヘレニズム時代の大理石の望楼「白い塔」と、その内部階段である。その修復に向けて、落ちた破片を調査する作業が2011年にはじまった。
南西端の巨石遺跡「キュクロプスの寝床」を含めて、島内にはそのほか、少なくとも4箇所に古代の望楼がある。ガネマとクタラスの奥地に位置する、いわゆる聖母の城は、双子の岩峰から下る山あいに、崩壊したから積みの遺構をさらす。その丘の南西で発見された白大理石や瓦の破片、陶器のかけらは、古代に聖域が存在したことを示すと考えられている 。
ガラニ村の東に、大天使ミカエルとガブリエルをまつって1572年に完成した、要塞化されたタシアルホ修道院がある。青年期の1958年に入ったマカリオス氏が、2012年6月現在、唯一の修道士で、見事な献身をもって修道院を維持している。

## 1916年のストライキ
20世紀、セリフォス島の鉱山はドイツ人の鉱山学者A・グローマンが監督する「セリフォス＝スピリアゼザ鉱山協会」によって開発されていた。1916年の夏、低賃金、長時間労働、ぜい弱な安全対策、それに兵役満了後の労働者の再雇用を会社が拒否したことを理由に、460人の鉱夫が労働組合を組織し、ストライキを行った。この島の出身で、エジプトで教育を受けたあと、ギリシャ本土で労働闘争を展開していたアナルコ＝サンディカリストのコンスタンティノス・スペラスがリーダーになった。これに対して、グローマンはギリシャ当局に支援を要請し、近くのケア島に駐屯する30人の憲兵が派遣された。スペラス以下のストライキ委員を拘留したあと、憲兵の中尉は、鉱石を積み出すメガロ・リヴァディのドックに集まり、貨物船への搬入を拒んだ労働者を解雇するよう要求した。4名の労働者が殺され、12人が負傷した。労働者はその妻らの助けを得て投石で抵抗し、3人の憲兵を殺害し、一隊を撤退させた。島内の施設を掌握した労働組合は、ミロス島に停泊するフランス艦隊によって島は保護されるという声明を発した。労働者階級による組織固めに向けた努力がなされたが、フランス海軍の干渉とギリシャ軍の到着で頓挫した。逮捕されたスペラスは大逆罪で起訴されたが、王党派政権が倒れた数ヵ月後に釈放された。グローマンは労働条件の改善と8時間労働を実現し、鉱山の支配人に復帰した。スペラスはアテネで労働運動を続けたが、1943年、伝えられるところによればギリシャ共産党 (KKE) の過激分子によって暗殺された。

## 人口の推移

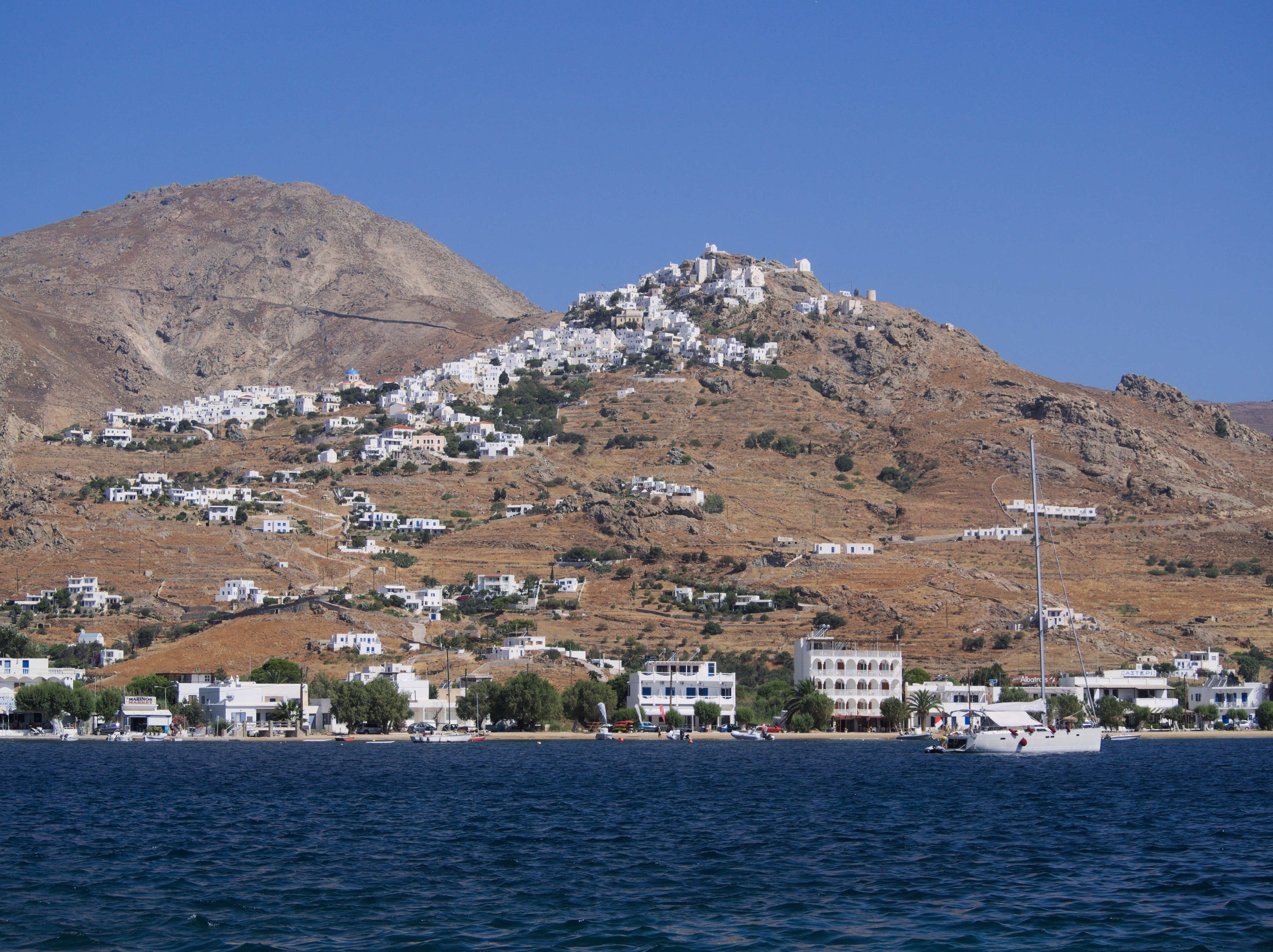
海上から見たセリフォス島

| 年   | 人口  |
| ---- | ----- |
| 1981 | 1,133 |
| 1991 | 1,095 |
| 2001 | 1,414 |
| 2011 | 1,420 |

## 集落
- ガラニ (Galani)
- カリツォス (Kallitsos)
- クタラス (Koutalas)
- リヴァディ・セリフ (Livadi Serifou)
- メガ・ホリオ (Mega Chorio)
- メガ・リヴァディ (Mega Livadi)

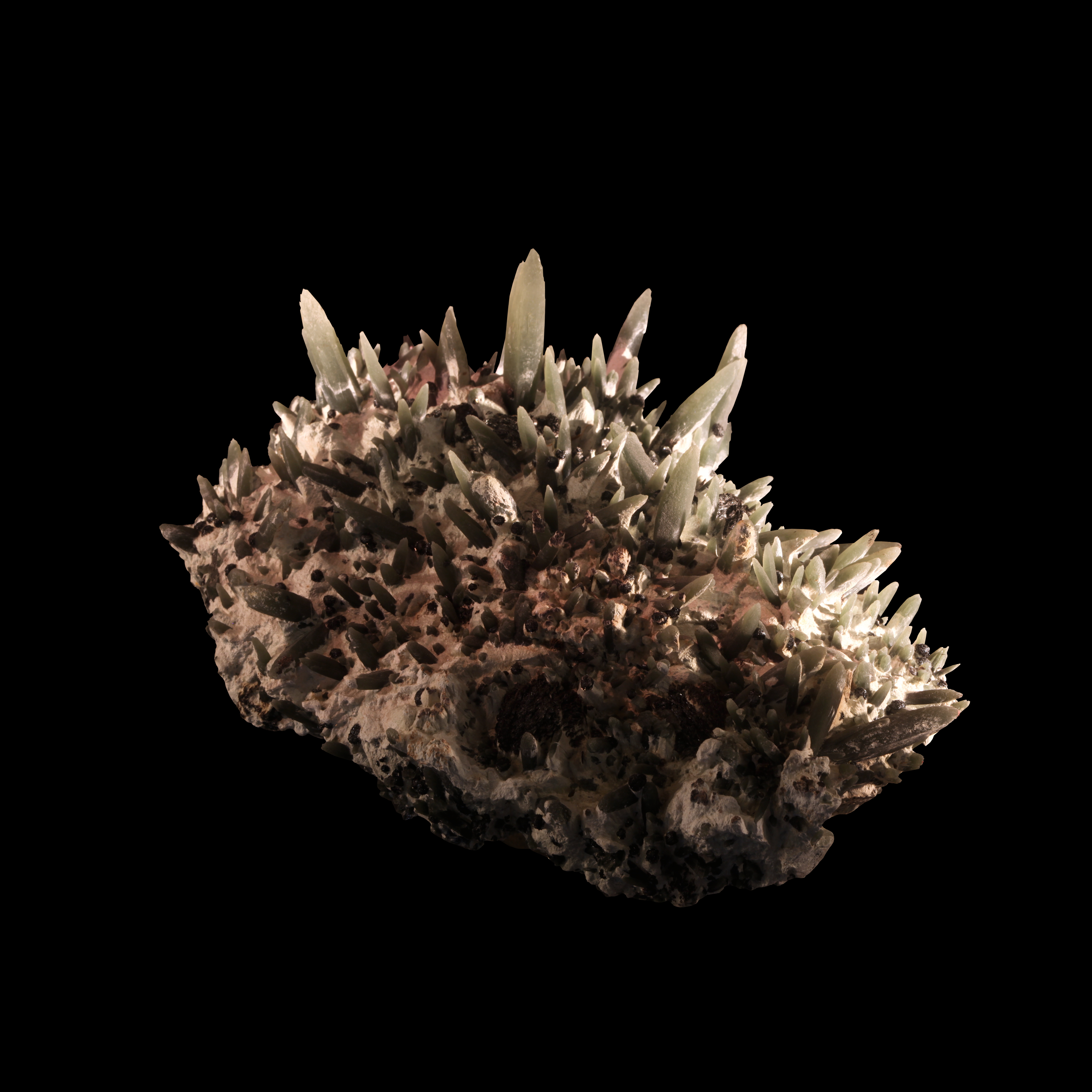
セリフォス島から発見される緑水晶。

- パナギア (Panagia)
- シュカミア (Sykamia)
- セリフォス (Serifos)

## その他
- セリフォス島は緑水晶の産地として知られている。他の産地のものと比べて鋭く尖っているのが特徴。